# (11109) Iwatesan
(11109) Iwatesan est un astéroïde de la ceinture principale.

## Description
(11109) Iwatesan est un astéroïde de la ceinture principale. Il fut découvert le 27 octobre 1995 à Ōizumi par Takao Kobayashi. Il présente une orbite caractérisée par un demi-grand axe de 2,87 UA, une excentricité de 0,06 et une inclinaison de 1,1° par rapport à l'écliptique.

## Compléments